# Bürgermeisterei Trier
Die Bürgermeisterei Trier im Regierungsbezirk Trier in der preußischen Rheinprovinz war eine Bürgermeisterei im Stadtkreis Trier.
Die Bürgermeisterei in dieser Form entstand 1816 mit der Gründung des Stadtkreises Trier und enthielt im Jahr 1830 eine Stadt (Trier), 7 Dörfer, 22 Höfe und 15 einzelne Häuser. Die Anzahl der Einwohner war 1825 mit Militär 20.489, ohne Militär 18.669, 1828 ohne Militär 20.761. Der Stadtkreis hatte bis 1851 nur eine Bürgermeisterei. Am 1. Januar 1852 wurde die Bürgermeisterei der Vororte von Trier geschaffen mit den Orten Barbara, Euren, Heiligkreuz, Kürenz, Maar, Matthias, Olewig, Pallien, Paulin, Zewen und Zurlauben.
Die Bürgermeisterei Trier umfasste folgende Orte:
- Stadt Trier, bestand aus der eigentlichen Stadt und den 9 Vorstädten Pallien und Neuerweg, St. Barbara, St. Matthias, Löwenbrücken mit Naumbrücken, Zurlauben, Palastmahr, Strasmahr und St. Paulin, wozu noch mehrere Höfe, Mühlen und einzeln liegende Gartenhäuser gehörten. Die Anzahl der Einwohner war: 1825 ohne Militär und ohne Vorstädte 12.686 und mit den Vorstädten 15.894, 1828 ohne Militär und ohne Vorstädte 13.953, mit den Vorstädten 17.640. Trier war u. a. der Sitz der Regierung, eines Friedensgerichts für den Stadtkreis Trier, eines Friedensgerichts für die Bürgermeistereien Pfalzel, Ruwer, Schöndorf, Konz, Wasserliesch, Igel, Aach, Irsch, Oberemmel, Trierweiler, Welschbillig und Ralingen des Landkreises Trier. Zur Stadt gehörten damals außerdem die Höfe Fausenburg und Dausenburg, die Gartenhäuser Schneiders- und Classen Garten, und 1 Mühle mit 20 Einw.
- Pallien und Neuerweg, zwei Vorstädte, mit 30 Feuerstellen und 368 Einw. Dazu gehörten: die Höfe Kockelsberg, Ottosscheuer, Mergener-Grünhaus, und die einzelnen Häuser Hausenslust, Wettendorfshäuschen, Döllsgarten und Weishäuschen mit 36 Einw.; die Höfe Busenthal und Siwenich mit 26 Einw.
- St. Barbeln, eine Vorstadt mit 56 Feuerstellen und 600 Einwohnern. Dazu gehörten die Gartenhäuser Helbrons und Gotthilsgarten mit 16 Einw.
- St. Mattheis, eine Vorstadt mit 52 Feuerstellen und 746 Einwohnern. Dazu gehörten der Hof Ober-Brubach und 1 Mühle mit 15 Einw.
- Löwenbrücken und Naumbrücken, eine Vorstadt mit 24 Feuerstellen und 325 Einw.
- Zurlauben, eine Vorstadt mit 47 Feuerstellen und 396 Einw. Dazu gehörte der Hof Zurmayen mit 3 Einw., die Gartenhäuser Martinergarten und Mergenerweyer und 2 Mühlen.
- Palastmahr, eine Vorstadt mit 59 Feuerstellen und 510 Einwohnern.
- Straßmahr, eine Vorstadt mit 43 Feuerstellen, 277 Einwohnern und der ehemaligen Benediktiner-Abtei St. Maximin
- St. Paulin, eine Vorstadt mit 34 Feuerst., 369 Einw. und dem ehemaligen St. Paulinsstift.
- St. Medard, ein Dorf an der Mosel nebst dem einzelnen Hause Irscherhof mit 33 Feuerstellen, 221 Einwohnern und Fischerei.
- Feyen, ein Dorf an der Mosel mit 43 Feuerstellen und 326 Einw. Dazu gehörten die Höfe: zum Hund und Estrich nebst Mühle mit 12 Einw.
- Heiligkreuz, ein Dorf mit 41 Feuerstellen, 366 Einw, Weinbau und einer Quelle (Herrenbrünnchen)
- Olewig, ein Dorf am Bach gleiches Namens mit 30 Feuerstellen, 293 Einw. und Weinbau. Dazu gehörten die Höfe Kleeburg, Geishof, Trimmelt, Nieder-Brubach, Kramershof und Neidhof mit 56 Einw.
- Kürenz, ein Dorf mit 62 Feuerstellen, 517 Einw. und Weinbau. Dazu gehörten: die Höfe Avelerhof und Tabaksmühle mit 18, das Landhaus Nells Ländchen mit 11 Einw., einem Lustgarten und dem Weinberg Schammet.
- Euren, ein Dorf unweit der Mosel mit 64 Feuerstellen, 640 Einw. und Weinbau. Dazu gehörten: die Höfe Marrberg mit 9, Herresthal mit 8 Einw., Balduinshäuschen mit 9 Einw. und das dicht an der Mosel gelegene Lustschloss Monaise mit 8 Einw. und einem Park.
- Zewen und Oberkirch, zwei Dörfer unfern der Mosel mit 89 Feuerstellen und 624 Einw.